# イオニア同盟
イオニア同盟（いおにあどうめい、英語：Ionian League）またはパンイオニア同盟（パンイオニアどうめい、Panionic League）は、紀元前800年頃、アナトリア半島のイオニア地方（現トルコ）の諸都市を中心に結成された同盟である。

## 同盟都市
ヘロドトスによると（I.142）、イオニア同盟に含まれる都市は12で、北から順に、
- ポカイア（現フォチャ）
- クラゾメナイ（Klazomenai）
- エリュトライ（Erythrae）
- テオス（Teos）
- レベドス（Lebedus）
- コロポン（コロフォンとも、Colophon）[1]
- エフェソス
- プリエネ（Priene）[2]
- ミュウス（Myus）
- ミレトス（Miletus）現アイドゥン

それに、
- サモス島
- ヒオス

である。
同盟は、後にアカイア人が定住するペロポネソス半島の北部にあった、古代ギリシアのイオニア人都市国家を真似たものだと言われている（ヘロドトス、I.145）。
スミルナ（Smyrna）（現イズミル）は元々アイオリス人の植民地だったが、コロポンのイオニア人に征服され、後から同盟に加わった。

## 特徴
イオニア同盟は基本的に宗教的・文化的同盟で、その象徴だったのが、パンイオニア（Panionia, パンイオニオン）という祭で、ミュカレ山の北の山腹のパンイオニウムと呼ばれる聖域（ポセイドンを祀っている）で開催されていた。ちなみに、この祭はアジアのイオニア人が行っていただけで、他のイオニア人たちは毎夏デロス島のアポロン神殿に詣でていた。
ギリシアのアンピクティオン同盟同様、イオニア同盟も政治的性格より宗教的性格が強く、すべての都市は自治を認められていた。もちろん、政治的に共通の利害から結束を強くすることもありはしたが、アカイア同盟やボイオティア同盟のような 本当の 同盟ではけっしてなかった。ミレトスのタレスはより政治的な同盟にしようと訴えたが、それは拒否された。